# Aonidia mimusopis
Aonidia mimusopis är en insektsart som beskrevs av Green 1922. Aonidia mimusopis ingår i släktet Aonidia och familjen pansarsköldlöss.
Artens utbredningsområde är Sri Lanka. Inga underarter finns listade i Catalogue of Life.